# José Portillo
José Isaac Portillo Molina (San Salvador, 14 de noviembre de 1999) es un futbolista salvadoreño. Su posición es mediocentro y su actual club es el FAS de la Primera División de El Salvador.

## Clubes
Actualizado al último partido jugado el 18 de mayo de 2025.
| Alianza Fútbol Club · El Salvador           | 1.ª                 | 2019-20             | 0   | 0 | - | - | 1 | 0 | 1   | 0 | 0.00 |
| Alianza Fútbol Club · El Salvador           | Total               | Total               | 0   | 0 | 0 | 0 | 1 | 0 | 1   | 0 | 0.00 |
| Club Deportivo Atlético Marte · El Salvador | 1.ª                 | 2020-21             | 29  | 4 | - | - | - | - | 29  | 4 | 0.14 |
| Club Deportivo Atlético Marte · El Salvador | Total               | Total               | 29  | 4 | 0 | 0 | 0 | 0 | 29  | 4 | 0.14 |
| Club Deportivo FAS · El Salvador            | 1.ª                 | 2021-22             | 26  | 1 | - | - | 1 | 0 | 27  | 1 | 0.04 |
| Club Deportivo FAS · El Salvador            | 1.ª                 | 2022-23             | 35  | 1 | - | - | - | - | 35  | 1 | 0.03 |
| Club Deportivo FAS · El Salvador            | 1.ª                 | 2023-24             | 47  | 3 | - | - | 3 | 0 | 50  | 3 | 0.06 |
| Club Deportivo FAS · El Salvador            | 1.ª                 | 2024-25             | 34  | 0 | - | - | - | - | 34  | 0 | 0.00 |
| Club Deportivo FAS · El Salvador            | 1.ª                 | 2025-26             |     |   |   |   |   |   |     |   |      |
| Club Deportivo FAS · El Salvador            | Total               | Total               | 142 | 5 | 0 | 0 | 4 | 0 | 146 | 5 | 0.03 |
| Total en su carrera                         | Total en su carrera | Total en su carrera | 157 | 9 | 0 | 0 | 5 | 0 | 176 | 9 | 0.05 |
| (2) No incluye goles en partidos amistosos. |                     |                     |     |   |   |   |   |   |     |   |      |

Segunda División de El Salvador/Reservas
| Club                             | País        | Año         |
| -------------------------------- | ----------- | ----------- |
| Club Social y Deportivo Vendaval | El Salvador | 2016 - 2017 |
| A.D. Apopa                       | El Salvador | 2017 - 2018 |
| Alianza Fútbol Club              | El Salvador | 2018 - 2019 |

### Selección nacional
| Selección           | Año                 | Partidos | Goles |
| ------------------- | ------------------- | -------- | ----- |
| El Salvador Sub-20  |                     |          |       |
| 2018                | 5                   | 1        |       |
| El Salvador Sub-23  |                     |          |       |
| 2021                | 2                   | 0        |       |
| Total en su carrera | Total en su carrera | 7        | 1     |

## Palmarés

### Títulos nacionales
| Título           | Club    | País        | Torneo        |
| ---------------- | ------- | ----------- | ------------- |
| Primera División | Alianza | El Salvador | Apertura 2020 |
| Primera División | FAS     | El Salvador | Apertura 2022 |